# Boguwłość
Boguwłość, Bogowłość – staropolskie imię żeńskie, złożone z członu Bogu-, Bogo- ("Bóg", "Boga", ale pierwotnie "los, dola, szczęście") i -włość ("panować"). 